# Scarus oviceps
Scarus oviceps е вид лъчеперка от семейство Scaridae.

## Разпространение
Видът е разпространен в Австралия, Американска Самоа, Гуам, Индонезия, Кирибати, Китай, Кокосови острови, Малки далечни острови на САЩ (Уейк), Маршалови острови, Микронезия, Ниуе, Нова Каледония, Остров Рождество, Острови Кук, Палау, Папуа Нова Гвинея, Самоа, Северни Мариански острови, Тонга, Филипини, Френска Полинезия и Япония.